# Holčovice
Holčovice (deutsch Hillersdorf) ist eine zum Okres Bruntál gehörende Gemeinde im osttschechischen Moravskoslezský kraj mit 747 Einwohnern und einer Fläche von 40 km².

## Geographie
Holčovice liegt als Straßendorf ausgebreitet im Tal der Goldoppa auf einer Meereshöhe von etwa 600 m ü. d. M.

## Ortsgliederung
Die Gemeinde Holčovice besteht aus den Ortsteilen Dlouhá Ves (Langendorf), Hejnov (Heindorf), Holčovice (Hillersdorf), Jelení (Hirschberg), Komora (Kammer) und Spálené (Kuttelberg). Der Ortsteil Holčovice gliedert sich in die Ortslagen Dolní Holčovice (Nieder Hillersdorf) und Horní Holčovice (Ober Hillersdorf). Komora besteht aus Stará Komora (Alt-Kammer) und Nová Komora (Neu-Kammer).

## Geschichte
Zum ersten Mal wurde Hillersdorf im Jahre 1377 erwähnt. In der zweiten Hälfte des 15. Jahrhunderts ging die Ortschaft zugrunde und wurde im Jahre 1550 neu gegründet. Die Gründungsurkunde wurde durch Albrecht von Füllstein auf Geppersdorf und Gotschdorf anno 1558 am Mittwoch nach Allerheiligen ausgestellt. Die Poppmühle wurde 1556 von Simon Mayer erbaut und bestand bis 1919. Die erste evangelische Kirche wurde in den Jahren 1604 und 1605 ganz aus Holz erbaut. Im Jahre 1691 hatte die Gemeinde bereits 690 Einwohner, davon 193 Katholiken und 497 Evangelische nach Augsburger Konfession. Im Jahre 1835 wurde die Bezirksstraße von Olbersdorf entlang der Goldoppa nach Hermannstadt gebaut. 1836 wurde das Gemeindegebiet im Franziszeischen Kataster erfasst. Eine weitere Bezirksstraße, die nach Karlsthal führte, entstand 1872. Im Adressbuch der Tschechoslowakischen Republik von 1932 werden 1338 Einwohner verzeichnet. Hillersdorf war eine konfessionell gemischte Gemeinde und gehörte zwischen 1938 und 1945 dem Landkreis Jägerndorf des Großdeutschen Reiches an. Die deutschen Bewohner wurden aufgrund der Beneš-Dekrete vom 25. Oktober 1945 enteignet und im September 1946 vertrieben.

## Bürgermeister
- 1850 bis 1852 Johann Lehnert, Arzt
- 1852 bis 1864 Johann Hornig, Müller
- 1864 bis 1867 Johann Groß, Müller
- 1867 bis 1870 Karl Pflüger, Bäckermeister
- 1870 bis 1876 Ernst Heider, pens. Hauptmann
- 1876 bis 1879 Ernst Scharbert, Müller
- 1879 bis 1882 Eduard Machetanz, Grundbesitzer
- 1882 bis 1902 Albert Muhr, Spielwarendrechsler
- 1902 bis 1919 Guido Pflüger, Gerberei- und Gasthofbesitzer

## Evangelische Kirchengemeinde
Nach der Schlacht am Weißen Berg im Jahre 1620 wurden evangelische Gottesdienste verboten und die Pastoren vertrieben. Die evangelischen Bewohner wurden nur noch geduldet und Ketzer genannt. Nach Erlass des Toleranzpatents 1782 konnte sich in Hillersdorf wieder eine evangelische Gemeinde bilden. Ab 1782 existieren evangelische Kirchenmatriken. Jede Taufe, jede Trauung und jeder Todesfall musste aber zusätzlich beim katholischen Pfarramt angezeigt, dort eingetragen und hierfür die Stolgebühr abgeführt werden. Erst mit Hofdekret vom 26. November 1829 sind die nichtkatholischen Seelsorger ermächtigt worden, Geburts-, Trau- und Sterbematriken in ihrem Kirchsprengel zu führen. Weiterhin hatten sie aber von jeder Eintragung einen genauen Auszug dem katholischen Pfarramt zuzustellen, damit der Fall auch in der katholischen Matrik vermerkt werde. Tauf-, Trau- und Totenscheine erhielten erst mit katholischer Genehmigung ihre Gültigkeit. Religiöse Gleichberechtigung wurde erst am 8. April 1861 durch das sogenannte Protestantenpatent durch Kaiser Franz Joseph I. gewährt.
Der Grundstein für die Evangelisch-Lutherische Toleranzkirche Augsburger Bekenntnis wurde am 10. April 1782 gelegt. Das Gebäude wurde am 20. Oktober 1782 eingeweiht. Der Turm wurde zwischen 1849 und 1851 erbaut (die erste Glocke wurde zu Weihnachten 1850 in den Turm eingehängt). Im Jahr 1880 wurden dem Turm Uhren hinzugefügt. Die Kirche wurde nach 1948 dem Verfall überlassen und im Dezember 1974 von den Kommunisten gesprengt.
Folgende evangelische Pastoren haben in Hillersdorf den Kirchendienst ausgeübt:
- 1605 Johannes Conradus
- 1782–1808 Ernst Ludwig Schubert aus Teschen
- 1808–1822 Ernst Tobias Schubert, Sohn des Vorgängers
- 1822–1823 Administrator Traugott Jurscha
- 1823–1828 Franz Samuel Stromsky
- 1828–1836 Gustav Heinrich Klapsia
- 1837–1870 Karl Theodor Delorme
- 1871–1877 Johann Wilhelm Sohlich
- 1878–1882  Julius Kolatschek
- 1882–1884 Pastor Heinrich Hübner aus Troppau
- 1884–1919 Dobroslav St. Novak
- 1920–1945 Bernhard Haase

Außer einem Pastor waren zeitweise bis zu zwei Vikare in der evangelischen Kirchengemeinde Hillersdorf tätig. Im Jahre 1862 zählte die Kirchengemeinde 3971 Protestanten, wovon 1671 in Hillersdorf, 1463 in Kuttelberg und Kammer und 715 in Hirschberg wohnten.

## Katholische Kirchengemeinde
- 1787–1792 Anton Schustaczek
- 1792–1797 Paul Gambs
- 1797–1807 Franz Kristinus
- 1807–1810 Johann Weiser
- 1811–1823 Ignaz Waymann
- 1823–1838 Mathäus Eichinger
- 1838–1852 Florian Ihm
- 1852–1872 Johann Salzmann
- 1872–1887 Konrad Blazek
- 1887–1889 Anton Dolezel
- 1889–1894 Franz Zmeskal
- 1895–1900 Ferdinand Medek
- 1901–1903 Alfons Pric
- 1903–1907 Paul Reimann
- 1907–1823 Felix Gerich
- 1923–1938 Josef Mikulik
- 1938–1946 waren tätig A.Fischer, J. Obrussnik, J.Gladoks, R. Blang und Th. Schindler.
- 1946–1947 Otakar Drtilek
- 1947–1949 Mikulas Richter
- 1949–1949 V. Schneider
- ab 1949 Josef Spacil

1862 zählte die katholische Kirchengemeinde 2086 Mitglieder. Die erste Kirchenmatrik wurden 1687 angelegt. Nach der Einführung der Hausnummer durch Maria Theresia wurde diese ab August 1770 auch in den Kirchenbüchern verzeichnet.

## Söhne und Töchter der Gemeinde
- Karl Türk (1840–1908), Reichsratsabgeordneter, Landtagsabgeordneter, Schriftsteller.
- Dobroslav St. Novak (1884–1919), evangelischer Pfarrer
- Ernst Erich Metzner (* 1938), deutscher Sprachwissenschaftler, Historiker und emeritierter Professor der Universität Frankfurt am Main
- Eduard Mücke (1813–1882), evangelischer Pfarrer, Theologiestudium in Wien, Pfarrer in Neukematen (Oberösterreich), Ramsau am Dachstein und Schladming (Steiermark), evangelischer Senior (Steiermark), verheiratet mit Cornelia Leopoldine Wimmer (Tochter von Gottlieb August Wimmer)